# دار حسن باشا
دار حسن باشا هو قصر في قصبة بالجزائر العاصمة بُني عام 1791 على يد حسن باشا، داي الجزائر. يقع في القصبة السفلى، وهو مجاور لمسجد كتشاوة. يتميز أسلوب القصر ومخططه بأسلوب بناء المغرب العربي بفناءه المركزي، كما يتميز بواجهة يعود تاريخها إلى القرن التاسع عشر ميلادي من الطراز الموريسكي والقوطي الجديد.

## تاريخ

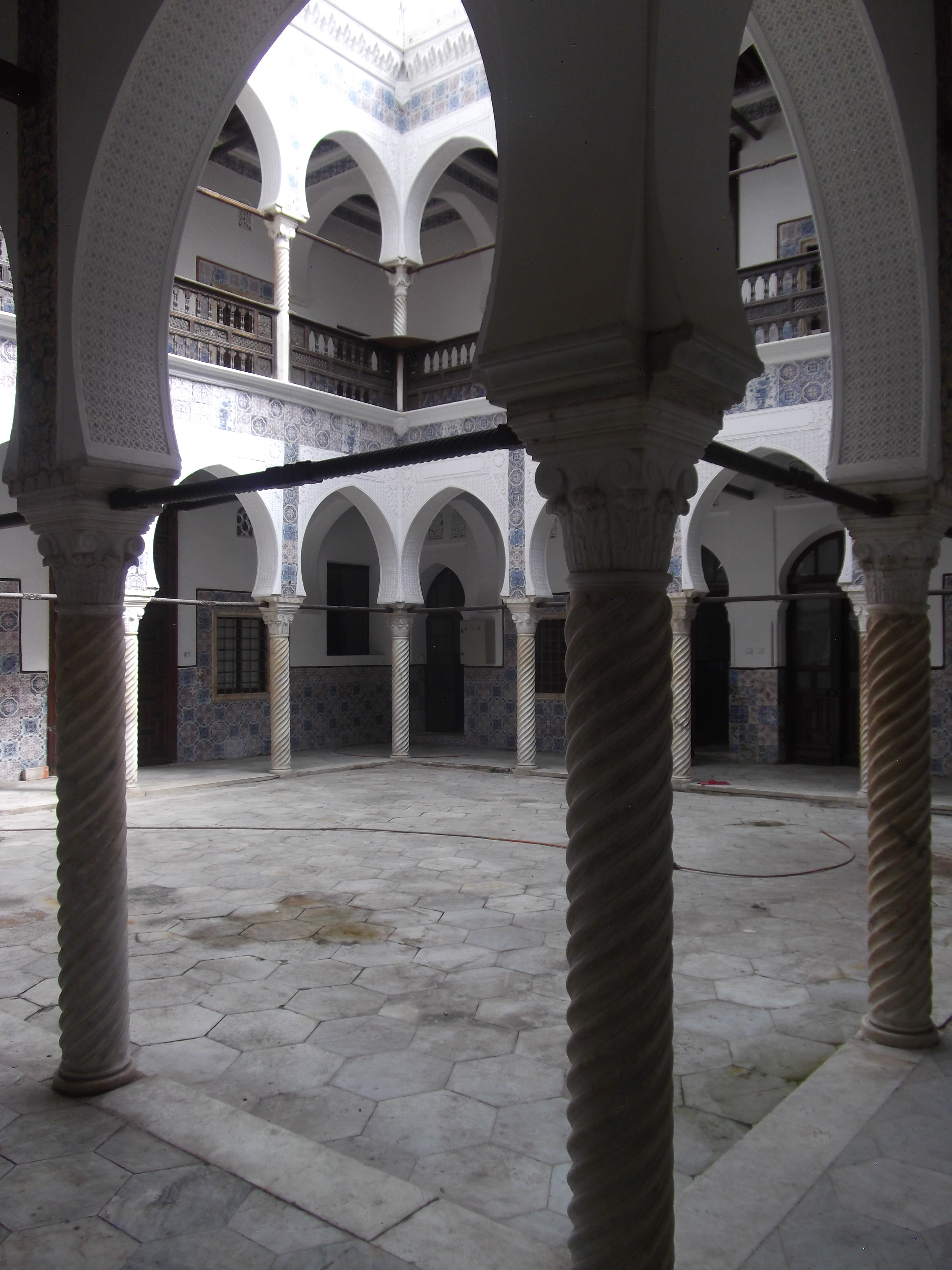
صور لفناء دار حسن باشا.

إن قصر حسن باشا بُني عام 1791 من طرف داي الجزائر سيدي حسن باشا (1791 - 1797) المعروف باسم حسن باشا الخزنجي (أمين الخزانة)، وزير المالية لداي الجزائر محمد بن عثمان، إن قصر حسن باشا مقر إقامة شخصية، كان القصر يستخدم أيضًا في جلسات الاستماع الرسمية؛ على كل حال، فإن المجلس (الديوان) كان يقام في الجنينة (حديقة القصر). نجد وظائف التمثيل في هذا القصر من خلال غرف معينة، مثل إقامة للضيوف الذين يمرون عبرها، أو الغرفة الزجاجية الكبيرة في الطابق العلوي، والمخصصة للرد لاستيعاب ضيوفه.
قبل عام 1830، كان هذا القصر مملوكًا لأبناء حسين داي وفاطمة (ابنة سيدي حسن باشا): عمر باي وليلى نفيسة.
بعد عام 1830، أصبح قصر الحكام الفرنسيين في الجزائر تحت اسم قصر الشتاء ثم قصر بروس من 1939 إلى 1950.
ذهب نابليون الثالث إلى هناك خلال إقامته في الجزائر العاصمة في عامي 1860 و 1865. خُصص القصر في عام 1950 لتدريس الدراسات الإسلامية، ثم إلى وزارة الشؤون الدينية في التسعينيات، ويصنف القصر كتراث تاريخي منذ عام 1982.

### روابط خارجية
- "L'avis du Petit Futé sur Dar Hassan Pacha". Petit Futé. مؤرشف من الأصل في 2019-08-27.